# Simon Lainberger
Simon Lainberger (* unbekannt; † vor dem 30. Januar 1503 in Nürnberg) war ein Bildschnitzer der Spätgotik.
Sein Wirken ist ab dem Jahr 1478 in Nürnberg belegt. Einmalig ist eine Zusammenarbeit mit dem Nördlinger Maler Friedrich Herlin nachweisbar. Bisher gibt es kein einziges Werk, das plausibel mit Lainberger in Verbindung gebracht werden kann. Dennoch wurde immer wieder versucht, ihm ganze Werkgruppen zuzuschreiben; auch die in der NDB von Hans Ramisch angegebene Zuschreibung des Petersretabels in St. Sebald gilt heute als spekulativ.